# 1857

## أحداث
- تأسيس مدينة براغدو وتقع حاليا في الأرجنتين.
- 20 أبريل: تأسيس مدينة كاراغواتاتوبا وتقع حاليا في البرازيل.
- 27 مايو: تأسيس مدينة واترلو وتقع حاليا في كندا.
- 3 يوليو: تأسيس مدينة أوبا وتقع حاليا في البرازيل.
- 4 نوفمبر: تأسيس مدينة ساو كارلوس وتقع حاليا في البرازيل.
- حصار دلهي في الفترة ما بين 8 يونيو و21 سبتمبر.
- بداية حرب يوتا في 1 مارس 1857 والتي انتهت في 1 يوليو 1858.
- نهاية الحرب الإنجليزية الفارسية في 4 أبريل 1857 والتي بدأت في 1 نوفمبر 1856.
- بداية ثورة الهند سنة 1857 في 10 مايو 1857 والتي انتهت في 20 يونيو 1858.
- 9 يناير - زلزال فورت تيجون بقوة 7.9 MW يضرب وسط كاليفورنيا وكاليفورنيا الجنوبية وأعلي درجة بمقياس ميركالي IX (عنيفة).
- 24 يناير - تم تأسيس جامعة كلكتا في كلكتا باعتبارها أول جامعة حديثة متعددة التخصصات في جنوب آسيا.و تم تأسيس جامعة بومباي أيضا في بومباي، الهند البريطانية، هذا العام.
- 5 فبراير - تم صدور الدستور الاتحادي للولايات المتحدة المكسيكية.[1]
- 3 مارس
  - أعلنت فرنسا والمملكة المتحدة رسميا الحرب على الصين في حرب الأفيون الثانية.
  - أكبر مزاد للرقيق في تاريخ الولايات المتحدة، أو ما يعرف ب «وقت البكاء». على مدى فترة 2 يوما (ابتداء من 2 مارس)، بيرس م بتلر باع 436 من الرجال والنساء والأطفال والرضع، وجميعهم تم الاحتفاظ بهم في الأكشاك المخصصة للخيول في مضمار السباق في سافانا (بولاية جورجيا)، لمدة أسابيع قبلها.[2]
- 4 مارس - جيمس بيوكانان يتولي رئاسة الولايات المتحدة الأمريكية خلفا لفرانكلين بيرس.
- 14 مارس - يوسف بك كرم عُيَّن من قبل أهل إهدن وبشري لتكون رئيسا في المنطقة.
- 23 مارس - تم تثبيت أول مصعد إليشا أوتيس "(في 488 برودواي في مدينة نيويورك).
- 4 أبريل - نهاية الحرب الأنجلو-الفارسية
- 10 مايو - ثورة الهند سنة 1857: تمرد الفرقة الثالثة من فرسان شركة الهند الشرقية البريطانية ضد قادتهم الضباط البريطانيين، ومن ثم بدأت الثورة.
- 11 مايو - ثورة الهند سنة 1857: استولي المقاتلين الهنديين علي دلهي من شركة الهند الشرقية البريطانية.
- 12 يونيو - الإطاحة بالمرتزق الأمريكي وليام واكر حاكم نيكاراغوا بواسطة القائد الهندوراسي فلورنسيو اكستراتش.
- 22 يونيو - متحف فيكتوريا وألبرت في لندن تم افتتاحه رسميا من قبل الملكة فيكتوريا.
- 26 يونيو - في حفل أقيم في لندن، منحت الملكة فيكتوريا أول ستة وستون وسام صليب فيكتوريا للقوات البريطانية، لدورهم خلال حرب القرم.[3]
- 1 يوليو-19 نوفمبر - ثورة الهند سنة 1857: حصار لكهنؤ.
- 15 يوليو - ثورة الهند سنة 1857: وقعت مجزرة ثانية في كانبور.
- 20 سبتمبر - في الهند، القوات البريطانية تعيد سيطرتها علي دلهي، [4] وأجبرت السلطان بهادر شاه الثاني علي الاستسلام.
- 16 ديسمبر - زلزال بازيليكاتا بقوة 7.0 MW يضرب مملكة الصقليتين (جنوب إيطاليا) وأعلي درجة بمقياس ميركالي XI الحادي عشر (شديدة القوة)، مما أسفر عن مقتل حوالي 10,000 نسمة.
- 20 ديسمبر - إمبراطور النمسا فرانز جوزيف الأول يصدر مرسوما (Es ist Mein Wille) الأمر الذي يؤدي إلى هدم أسوار مدينة فيينا، والسماح لبناء طريق فيينا الدائري.
- 31 ديسمبر - الملكة فيكتوريا تختار أوتاوا، كعاصمة لكندا.
- المورمون يرحلوا عن لاس فيغاس.
- تأسست كوالالمبور -العاصمة المستقبلية لماليزيا- كمستوطنة لتعدين القصدير.
- تم اكتشاف آثار ثقافة لاتين في سويسرا.
- جامعة ولاية إلينوي أول جامعة حكومية في ولاية إلينوي، أنشئت في نورمال.
- السياسي الأميركي وليام دانيال يقترح الخيار المحلي للحظر.

## مواليد
- ألفريد برونياو
- ألفريد بينيه
- أمين سامي
- بادن باول
- ترينلي غياتسو
- تشارلز فويسي (معماري)
- تشارلس شرينغتون
- ثيدور إيشيرش
- جورج كوبر باردي
- جوزيف كونراد
- جون بنيامين كندريك
- حمد بن ثويني
- رونالد روس
- عبد الحي حلمي
- غورغ ميخائيل
- طحنون بن زايد بن خليفة آل نهيان
- فرديناند دي سوسير
- قسطنطين تسيولكوفسكي
- كارل بيرسون
- كارل غيلوروب
- كريستيان سنوك هورجرونج
- كريستيان ميكلسين
- كلارا زتكن
- ليابونوف
- محمود شوكت باشا
- هاينريخ رودولف هيرتس
- هنريك بونتوبيدان
- ويليام هوارد تافت
- يوليوس فاغنر فون يورغ
- إلياس مطر
- فيكتور أوليغ، جيولوجي وإحاثي نمساوي.
- إدوارد أوسكار أولريش، إحاثي أمريكي.
- ياكوب كرال، عالم مصريات نمساوي.

## وفيات
- 5 سبتمبر - أوجست كونت فيلسوف فرنسي.
- ألفرد دي موسيه
- أوغستين لوي كوشي
- جون بولارد غاينز
- حيرام جورج رونيلس
- فرانس كرويغر
- لويس مارسي